# Gansko cesarstvo
Gansko cesarstvo (arabsko غانا), znano tudi kot Gana, Ganata ali Vagadu, je bilo od klasične do postklasične dobe cesarstvo v Zahodni Afriki s središčem v današnji jugovzhodni Mavretaniji in zahodnem Maliju. 
Zgodovinarji ne vedo, kdaj se je v Gani začela cesarska dinastija. Prva določljiva omemba dinastije je v zapisih Al Hvarizmija leta 830. Nadaljnje informacije o cesarstvu so v poročilih kordovskega zgodovinarja in geografa al-Bakrija, ko je o regiji pisal v 11. stoletju. 
Po stoletjih blaginje je začelo cesarstvo v 2. tisočletju propadati in nekje v 13. stoletju postalo vazalna država vzhajajočega Malijskega imperija. V cesarstvu so kljub propadanju nastala številna urbana središča. 
Leta 1957 se je britanska kolonija Zlata obala pod vodstvom Kwameja Nkrumaha ob osamosvojitvi preimenovala v Gano. 

## Ime
Beseda Gana pomeni bojevnik ali vojskovodja. Gana je bil hkrati naziv vladarjev kraljestva. Kralji so se naslavljali tudi s kaja magan, kar pomeni kralj zlata. V soninščini se je država imenovala Ouagadou, kar pomeni kraj Vague. Naslov se je do 19. stoletju uporabljal za lokalno plemstvo. Izraz bi lahko pomenil tudi dežela velikih čred.

## Izvor

### Ustna izročila
Po ustnih izročilih, ki se med seboj zelo razlikujejo, je bil legendarni prednik Soninkejev mož po imenu Dinga, ki je prišel "z vzhoda", morda iz Asuana v Egiptu, se nato selil po zahodnem Sudanu in v vsakem kraju puščal otroke različnim ženam. Da bi prevzel oblast, je moral ubiti kačje božanstvo po imenu Bida in se nato poročiti s svojimi hčerkami, ki so postale prednice takrat prevladujočih klanov. Nekatera izročila pravijo, da se je z Bido dogovoril, da bo vsako leto žrtvoval dekle v zameno za dež. Druge različice k tem dodajajo tudi darove v zlatu.(str.55) Po Dingovi smrti sta se za kraljestvo borila njegova sinova Khine in Djabe. Zmagal je Djabe in ustanovil Vagadu. V nekaterih različicah je Vagadu propadel, ko je skušal plemič rešiti dekle, četudi se je temu upirala, in ubil kačo, sprostil njeno prekletstvo in razveljavi prejšnji dogovor. Zdi se, da je bila ta zgodba del nekdaj veliko daljše pripovedi, ki je zdaj izgubljena. Legenda o Vagaduju je še vedno globoko zakoreninjena v kulturi in zgodovini Soninkejev.(str.54-55) Padec Vagaduja opeva epska pesnitev Gassirejevega lutnja. 
Izročila Mavrov, Arabcev in Berberov v Mavretaniji trdijo, da so bili prvi prebivalci območij, kot sta Adrar in Tagant, temnopolti. V teh regijah, ki so tvorile  jedro Vagaduja, so bili vsaj do 16. stoletja naseljeni Soninke.

### Srednjeveški arabski pisci in berberski izvor
Najzgodnejše razprave o izvoru Gane najdemo v sudanskih kronikah Mahmuda Katija (Tarikh al-Fattaš) in Abd al-Rahmana as-Sadija (Tarikh al-Sudan, Zgodovina Sudana). Ob obravnavanju izvora vladarjev Tarikh al-Fattaš ponuja tri različne teorije: da so bili Soninke, Vangari, kar je avtor ocenil za malo verjetno, ali Sanhajski Berberi, kar je avtor ocenil za najverjetnejše. Avtor sklepa, da je "najbližje resnici to, da niso bili temnopolti". Ta razlaga izhaja iz njegovega mnenja, da so jih vladarska rodoslovja povezovala z Berberi. Tarikh al-Sudan navaja, da so "po izvoru bili beli, čeprav ne vemo, od koga izvirajo. Njihovi podaniki pa so bili Vakore  [Soninke]". Al-Idrisijeve kronike iz 11. stoletja in Ibn Said v 13. stoletju ugotavljata, da so vladarji Gane izhajali iz  Mohamedovega klana, bodisi prek njegovega zaščitnika Abu Taliba bodisi prek njegovega zeta Alija.
Francoski kolonialni uradniki, predvsem Maurice Delafosse, so zmotno sklepali, da so Gano ustanovili Berberi, in so jim pripisovali severnoafriško in bližnjevzhodnim poreklo. Delafosse je ustvaril zapleteno teorijo o invaziji "Judeo-Sircev", ki jo je povezal s Fulbeji, ki so dejansko soustanovili Takrur.
Zamisli o tujem izvoru Vagaduja sodobni učenjaki na splošno ne upoštevajo. Levtzion in Spaulding na primer trdita, da je treba na al-Idrisijevo pričevanje gledati skeptično zaradi resno napačnih izračunov v geografiji in kronologiji. Arheolog in zgodovinar Raymond Mauny trdi, da sta teoriji al-Katija in al-Saadija temeljili na prisotnosti nomadskih Berberov  po propadu Gane , ki so izvirali iz Libije, in domnevi, da so bili Berberi vladajoča kasta v zgodnejši zgodovini cesarstva. Prejšnja poročila, kot so Jakubijeva (872 n. š.), al-Masudijeva (okoli 944), Ibn Havkalova (977), al-Birunijeva (okoli 1036.) in al-Bakrijeva (1068) opisujejo prebivalce in vladarje Gane kot temnopolte. Delafossejeva dela so medtem ostro kritizirali učenjaki, kot so Charles Monteil, Robert Cornevin in drugi, ker so "nesprejemljiva" in "preveč kreativna, da bi bila uporabna za zgodovinarje". Kritizirali so predvsem njegovo razlago zahodnoafriških rodoslovij.

### Sodobna arheologija in lokalni izvor
Od sredine 20. stoletja, ko je bilo na voljo več arheoloških podatkov, so znanstveniki začeli dajati prednost izključno lokalnemu izvoru Gane. Študije so združile arheologijo, pisne geografske vire, napisane med letoma 830 in 1400, arabske zgodovinske knjige iz 16. in 17. stoletja ter ustna izročila. Leta 1969 je Patrick Munson izkopaval v Dar Tihitu, najdišču, povezanem s predniki Soninkov, ki je jasno odražalo kompleksno kulturo, prisotno od leta 1600 pr. n. št. Najdišče je imelo arhitekturne in materialne kulturne elemente, podobne tistim, ki so jih našli v Kumbi Salehu v 20. letih prejšnjega stoletja.
Najzgodnejši prapolitični prednik Gane je nastal verjetno iz velikega števila starodavnih protomandskih kmetijsko-pastirskih skupnosti, ki so bile več kot tisočletje, približno med letoma 1300 pr. n. št. in 300 pr. n. št., razširjene v najbolj zahodnem porečju Nigra. Munsun je teoretiziral, da so to rastočo državo okoli leta 700 pr. n. št. uničili libijsko-berberski napadalci. Odprtje trgovskih poti proti severu je ekonomsko računico napadalcev sčasoma spremenilo  iz plenjenja v trgovanje. Za nastanek države sta bila ključna dejavnika trgovina in razvoj tehnologije obdelave železa. Izkopavanja v Dar Tihitu, Dar Nemu in Dar Valati so pokazala, da so se lokalne skupine z napredovanjem puščave selile proti jugu v  še vedno vodnata območja današnjega severnega Malija.

### Okljuk Nigra
Zgodovinar Dierk Lange je trdil, da jedro Vagaduja ni bil Kumbi Saleh, ampak okolica  jezera Faguibine v okljuku Nigra. To območje je bilo takrat bolj rodovitno od Tihita. Lange svojo trditev podpira z ustnim izročilom in hkrati trdi, da so dinastični boji v 11. stoletju prestolnico cesarstva potisnili proti zahodu.

## Zgodovina

### Vzpon cesarstva
Proti koncu 3. stoletja n. št. je mokro obdobje v Sahelu ustvarilo pogoje za človeško bivanje in izkoriščanje na območjih, ki večji del tisočletja niso bila primerna za bivanje. Iz tihitske kulture se je dvignilo cesarstvo Vagadu. Uvedba kamel v zahodni Sahari v 3. stoletju n. št. in pritisk nomadskih saharskih Sanhadžev sta bila glavni katalizator družbenih sprememb, ki so povzročile nastanek imperija. Do muslimanskega osvajanja severne Afrike v 7. stoletju so kamele spremenila starodavne naključne trgovske poti v mrežo poti med severno Afriko in reko Niger. Izročilo Sonink opisuje zgodnjo Gano kot zelo bojevito, z bojevniki na konjih, ki so bili ključni za povečanje njenega ozemlja in prebivalstva, čeprav so podrobnosti o njihovi širitvi zelo redke. Vagadu je ustvarjal dobičke z ohranjanjem monopola nad zlatom na severu in soljo na jugu, čeprav sam ni nadzoroval zlatih polj. Možno je, da je Vagadujeva prevlada v trgovini omogočila postopno konsolidacijo številnih manjših državic v konfederalno državo. Nekatere državice so bile povsem pod centralno oblastjo, druge pa so samo plačevale davek. Na podlagi obsežnih grobišč iz tega obdobja, raztresenih po zahodni Afriki, je verjetno obstajalo več istočasnih predhodnih kraljestev, katerih sledovi so se na žalost izgubili.
Informacije o cesarstvu na njegovem vrhuncu so redke. Glede na Katijev Tarikh al-Fettaš, napisan verjetno okoli leta 1580, ki citira nekoliko starejšega glavnega sodnika Ida al-Massinija, je pred prihodom islama v Gani vladalo dvajset kraljev. Al-Sadi trdi, da je pred hidžro vladalo približno 18 do 34 kraljev, po njej pa še 24.
Pisni viri so glede največjega obsega imperija nejasni, čeprav je po al-Bakriju Gana nekje med letoma 970 in 1054 prisilila puščavski Avdagost, da je sprejel njeno oblast. Ustna izročila kažejo, da je na svojem vrhuncu cesarstvo nadzorovalo Takrur, Džafunu, Džaaro, Bakhunu, Neemo, Soso, Guidimakho, Gidžume in Gadžaago ter Avker, Adrar in Hodh na severu. Cesarstvo je imelo tudi določen vpliv na Kaniago, Kaarto in Khasso. Diabeju, domnevno Dingovemu sinu, se včasih pripisuje zasluge, da je pregnal Mandinke iz Gadžage. Na jugu sta prevladovali dve drugi skupini Soninkejev: Gadža in Karo.

### Almoravidi
Zaradi razpršenosti arabskih virov in dvoumnosti obstoječih arheoloških dokazov je težko ugotoviti, kdaj in kako je Gana začela nazadovati. S postopnim izsuševanjem Sahela so najpomembnejša trgovska središča postala mesta najbolj južno do reke Niger in zahodno do Senegala. Dogajanja so postopoma okrepila ganske vazale in hkrati oslabila njeno jedro. Avdagost, takrat kraljevi sedež, so leta 1054 osvojili Almoravidi.
Gana Bassi je umrl leta 1063. Nasledil ga je njegov nečak Tunka Manin, kar je morda povzročilo nasledstveni spor z Bassijevim sinom Kanamarjem. V spore so posegli Almoravidi in podpirali proislamske kandidate za ganski prestol.
Tradicionalno zgodovinopisje  trdi, da je dinastija Almoravidov  osvojila Gano v letih 1076–1077. Sodobni znanstveniki v to razlago resno dvomijo. Conrad in Fisher (1982) sta trdila, da je zamisel o kakršnih koli almoravidskih vojaških osvajanjih le ovekovečena folklora, ki izhaja iz napačne interpretacije ali naivnega zanašanja na arabske vire. Dierke Lange se s tem mnenjem strinja in hkrati trdi, da to ne izključuje politične agitacije Almoravidov, ki je pripomogla k propadu Gane. Arheologija starodavne Gane ne kaže znakov hitrih sprememb in uničenja, ki bi bili povezani s kakršnimi koli vojaškimi osvajanji v obdobju Almoravidov.
Sheryl L. Burkhalter (1992) je menila, da so obstajali razlogi za konflikt med Almoravidi in ganskim cesarstvom. Ibn Kaldun, severnoafriški zgodovinar iz 14. stoletja, ki je citiral al-Bakrija in al-Idrizija, je poročal o dvoumni pripovedi o zgodovini države. Pripovedovalec je bil Utman, pravnik (faqih) iz Gane, ki je leta 1394 romal v Meko. Po njegovem mnenju je moč Gane upadla, ko je z almoravidskim gibanjem zrasla moč "zakritega ljudstva".

### Preporod
Ne glede na to, ali so Almoravidi osvojili Gano ali ne, se je država okoli leta 1076 zagotovo spreobrnila v islam. Leta 1083 je Gana ob podpori Almoravidov napadla Tadmeko (zdaj Essouk, Mali) in morda dosegla Gao, s čimer je pripomogla k širjenju sunitskega islama tudi tja.  
Al-Idrizi, čigar poročilo je bilo napisano leta 1154, je imel državo za popolnoma muslimansko. Njeno prestolnico opisuje kot "največje od vseh mest v Sudanu, najbolj naseljeno in z najobsežnejšo trgovino". Prestolnica, ki jo opisuje, morda ni isto mesto, ki ga opisuje al-Bakri. V tem obdobju je povsem islamizirana vladajoča dinastija ponovno vzpostavila oblast nad številnimi nekdanjimi vazali, ki so postali neodvisni, vključno s Kaniago, Diarro, Diafunujem in drugimi.  Gana je bila gospodar obsežnega trgovskega sistema v dolini reke Senegal, ki ga je prvi vzpostavil Takrur v 10. stoletju. Takrur je imel monopol nad trgovino s soljo iz Awlila po vsej regiji in obvladoval rudnike zlata v Bambuku. Povsem islamizirana Gana je uvedla pravosodni sistem, ki je spominjal na šeriat.

### Okupacija
Ponovni vzpon ni trajal. Leta 1203 se je Sosso dvignil proti svojim gospodarjem in osvojil Gano. Ustna zgodovina dokončni propad Gane povezuje s prihodom islama. Ko je na oblast prišla muslimanska dinastija Cisse, je ubila Bido, sveto kačo in zaščitnico kraljestva. Sledila je sedemletna suša, ki je uničila kraljestvo in velik del prebivalstva prisilila v beg in iskanje bolj gostoljubnega ozemlja. Po veliko kasnejših izročilih iz poznega 19. in 20. stoletja je Diara Kante prevzel oblast nad Kumbi Salehom in ustanovila dinastijo Diariso. Nasledil ga je sin Sumaoro Kante, ki je prisilil ljudi, da mu plačujejo davek. Sossoju je uspelo priključiti tudi sosednjo zvezno državo Mandinka Kangaba na jugu, kjer so bila pomembna zlata polja okoli Siguirija.

### Vazal Malija
V svojem kratkem pregledu sudanske zgodovine je Ibn Haldun povedal, da je "prebivalstvo Malija številčno preseglo ljudstvo Sudana v svoji soseščini in prevladovalo nad celotno regijo". Nadalje je pripovedoval, da je "premagalo (cesarstvo) Sosso in pridobilo vso njihovo posest, tako njihovo starodavno kraljestvo kot Gano". Po izročilu je ponovno oživitev Malija vodil Sundiata Keita, ustanovitelj Malija in vladar njene osrednje pokrajine Kangabe. Delafosse je dogodku pripisal na splošno sprejet datum leta 1230.
Izročilo navaja, da se je Gana Sumaba Cisse, takratni vazal Sossoja, uprl skupaj s Kangabo in postal del ohlapne federacije držav, ki so govorile mandejsko. Po Sumaorovem porazu v bitki pri Kirini leta 1235 (datum je znova samovoljno določil Delafosse) so novi vladarji Kumbi Saleha postali stalni zavezniki Malijskega cesarstva. Ko se je Mali okrepil, se je vloga Gane kot zaveznice zmanjšala na vlogo podložne države. Glede na podrobno poročilo  al-Umarija, napisano okoli leta 1340, vendar na podlagi pričevanja, ki mu ga je dal "resnicoljubni in zaupanja vredni" šejk Abu Utman Said al-Dukali, je Gana ohranila svoje funkcije kot nekakšno kraljestvo znotraj cesarstva. Njen vladar je bil edini, ki mu je dovoljeno nositi naziv malik in "je bil nekakšen cesarjev namestnik". Prestolnica Kumbi Saleh je bila zapuščena nekje v 15. stoletju.

## Gospodarstvo
Večina informacij o gospodarstvu Gane prihaja od al-Bakrija. Al-Bakri je omenil, da so morali trgovci plačati davek v višini enega zlatega dinarja na uvoz soli in dva na izvoz soli. Drugi izdelki so imeli fiksne dajatve. Med slednjimi je omenil baker. Med uvoženimi dobrinami so bili verjetno tekstil in nakit. V Maroku so našli veliko ročno izdelanih usnjenih izdelkov, ki so izvirali iz Ganskega cesarstva. Al-Bakri je omenil tudi to,  da so imeli v trgovini in na sodiščih osrednjo vlogo muslimani.
Ibn Haukal omenja uporabo čeka v vrednosti 42.000 dinarjev. Glavno trgovsko središče je bil Kumbi Saleh. Kralj je zase zahteval vse kepe zlata, drugim pa je dovolil imeti le 'zlati prah'. Kralj je prejemal tudi davek od različnih tributarnih držav in poglavarstev na obrobju cesarstva. Ključno vlogo pri uspehu Soninkov je igrala uvedba kamele, ki je omogočila veliko učinkovitejši transport velikih količin blaga po Sahari. Vsi ti dejavniki so pripomogli, da je imperij nekaj časa ostal močan, in imel  bogato in stabilno gospodarstvo, ki je temeljilo na trgovanju z zlatom, železom, soljo in sužnji. 
V zadnjih stoletjih je Gana vse bolj izgubljala nadzor nad trgovino z zlatom v korist Malijskega imperija in se ukvarjala z lovom na sužnje in trgovanje z njimi kot glavno gospodarsko dejavnost.

## Vlada
Pričevanja o starodavni Gani so bila odvisna od kraljeve naklonjenosti tujim popotnikom, od katerih prihaja večina informacij o cesarstvu. Islamski pisci so pogosto komentirali družbeno-politično stabilnost imperija, ki je temeljila  na navidezno pravičnih dejanjih in veličini kralja. Al-Bakri, ki je živel v Španiji, se je pogovarjal s trgovci, ki so obiskali cesarstvo v 11. stoletju, in o kralju zapisal: 
"Med poslušanjem pritožb proti njegovim uradnikom sedi med občinstvom ali v kupolastem paviljonu, okoli katerega stoji deset konj, prekritih z zlato vezenimi tkaninami. Za kraljem stoji deset pažev, ki držijo ščite in meče, okrašene z zlatom, na njegovi desni pa so sinovi kraljev njegove države, ki nosijo čudovita oblačila in imajo lase, prepletene z zlatom. Guverner mesta sedi na tleh pred kraljem, okoli njega pa sedijo ministri. Pred vrati paviljona so psi odličnega rodovnika, ki le redkokdaj zapustijo prostor, kjer je kralj, in ga čuvajo. Okrog vratu nosijo ovratnice iz zlata in srebra, posejane s številnimi kroglicami iz istih kovin."
Zdi se, da je Gana imela osrednjo regijo,  obkroženo z vazalnimi državami. Eden od najzgodnejših virov za opis Gane je bil al-Jakubi, ki je pisal leta 889/890, in pravi, da so bili pod njegovo oblastjo številni kralji, domnevno vladarji teritorialnih enot, ki so se v mandinščini pogosto imenovali kafu. 
Arabski viri so nejasni glede upravljanja države. Al-Bakri, ki je  daleč najbolj podroben, omenja, da je imel kralj uradnike (mazalim), ki so obkrožali njegov prestol, ko je delil pravico. Med njimi so bili sinovi "kraljev njegove države", za katere se domneva, da so bili isti kot jih omenja al-Jakubi skoraj 200 let prej. Al-Bakrijeva podrobna geografija regije kaže, da je bila v njegovem času ali leta 1067/1068 Gana obkrožena z neodvisnimi kraljestvi.
V al-Bakrijevem času so začeli vladarji Gane v vlado vključevati več muslimanov, vključno z blagajnikom in kraljevim osebnim tolmačem.

## Kumbi Saleh
- Osrednji mavzolej leta 1951 (levo) in 2007 (desno)
- Stebriščna grobnica z ostanki vogalnih  stebrov je še nedotaknjena
- Grobovi v Stebriščni grobnici z nekaj stelami
- Zahodna nekropola Kumbi Saleha
- Pogrebni kompleks Stebriščne grobnice[69]
- Osrednji mavzolej (kuba) Stebriščne brobnice
- Presek in tloris raziskanega groba

Tarih al-Fataš, kronika iz 17. stoletja, napisana v Timbuktuju,  glavno mesto cesarstva imenuje Kumbi. Po opisu mesta, ki ga je leta 1067/1068 zapisal al-Bakri, sta  prestolnico sestavljali dve mesti, oddaljeni 10 kilometrov, vendar je bil "med mestoma neprekinjen niz bivališč, tako da bi lahko rekli, da sta združeni v eno". Prestolnica cesarstva je najpogosteje istoveti z mestom Kumbi Saleh na robu Sahare.

### El-Ghaba
Po al-Bakriju se je večji del mesta imenoval El-Ghaba, v prevodu Gozd. V njem je bila kraljeva rezidenca. Mesto je bilo obzidano s kamnitim zidom in imelo sveti gozdiček,  v katerem je živela duhovščina. V njem sta bili tudi kraljeva palača, največja zgradba v mestu, obkrožena s kupolastimi zgradbami, in mošeja.

### Muslimanska četrt
Ime drugega predela mesta ni zabeleženo. V bližini so bili vodnjaki s sladko vodo, ki so jo uporabljali za zalivanje vrtov. Četrt je bila naseljena skoraj izključno z muslimani, imela dvanajst mošej, od katerih je bila ena namenjena petkovi molitvi, in veliko skupino učenjakov, pisarjev in islamskih pravnikov. Ker je bila večina teh muslimanov trgovcev, je bil ta del mesta verjetno tudi glavno poslovno središče. Muslimani so bili večinoma temnopolti in znani kot Vangara. Danes so znani kot  Džahanke ali Mandinka. Obe ljudstvi sta imeli skozi vso svojo zgodovino svoja ločena avtonomna mesta zunaj glavnega vladnega središča. 

### Arheologija
V začetku leta 1920 so francoski arheologi izkopavali mesto Kumbi Saleh, čeprav so vedno obstajale polemike o lokaciji glavnega mesta Gane in o tem, ali je Kumbi Saleh isto mesto kot tisto, ki ga opisuje al-Bakri. Najdišče sta v letih 1949–1950 izkopavala Paul Thomassey in Raymond Mauny, v letih 1975–1981 pa druga skupina francoskih arheologov. Ostanki Kumbi Saleha so impresivni, čeprav ostanki kraljevega mesta z veliko palačo in grobišči niso bili najdeni. 

### Izpodbijanje identifikacije
V zadnjih letih znanstveniki vedno bolj oporekajo istovetenje Kumbi Saleha z "mestom Gana", opisanim v primarnih virih. Al-Idrisi, pisec iz 12. stoletja, je zapisal, da gansko kraljevo mesto leži na bregu reke, ki jo je imenoval Nil. Ime reke izvira iz zamenjavanje imen rek Niger in Senegal in domneve tistega časa, da tvorita eno samo reko, pogosto imenovano Črni Nil. Za  al-Idrisija ni jasno, ali je mislil na novo in kasnejšo prestolnico, ki se nahaja drugje, ali pa je v njegovem besedilu prišlo do zmede. Avtor navaja, da je bila kraljeva palača, ki jo je poznal, zgrajena leta 510 po hidžri (1116–1117 n. št.). Podatek kaže, da gre za novejše mesto, zgrajeno bliže reki kot Kumbi Saleh.

## Demografija
Cesarstvo je bilo naseljeno s starodavnimi mandejskimi plemeni, združenimi s plemenom Soninke. Prebivalci  so živeli v globoko uveljavljenih patrilinearnih/očetovskih klanih in družinskih strukturah.

## Seznam vladarjev

### Soninški vladarji ("gana") iz dinastije Cisse
- Kaja Magan Cisse, znan tudi kot Dinga Cisse
- Djabe Cisse (okoli 790. let)
- Bassi (1040–1062)
- Tunka Manin (1062–1076)

### Sossojski vladarji
- Kambine Diaresso, včasih zapisan tudi kot Džarisso (1087–1090)
- Sulejman (1090–1100)
- Bannu Bubu (1100–1120)
- Magan Vagadu (1120–1130)
- Gane (1130–1140)
- Musa (1140–1160)
- Birama (1160–1180)

### Vladarji med kaniaško okupacijo
- Diara Kante (1180–1202)
- Sumaba Cisse kot vazal Sumaoro Kanteja (1203–1235)

### Gane kot davkoplačevalci Vagaduja
- Sumaba Cisse kot zaveznik Sundiata Keite (1235–1240)